# 청주 이씨
청주 이씨(淸州 李氏)는 충청북도 청주시를 본관으로 하는, 한국의 성씨 관향이다.

## 역사
시조 이능희(李能希)는 고려 개국공신(開國功臣)으로 벽상삼한(壁上三韓) 삼중대광(三重大匡) 태사(太師; 왕의고문)를 지냈다. 918년(태조 원년) 8월 개국공신 2등으로 지정되었다.  
이능희의 아들 이겸의(李謙宜)는 태조의 통일사업을 도와 삼한공신(三韓功臣)이 되었으며 금자광록대부(金紫光祿大夫)에 올랐다. 984년(성종 3) 주농경(主農卿)으로 형관어사(刑官御事)가 되었다. 그해 왕명을 받아 압록강안에 성을 쌓아 북방의 관성(關城)을 삼으려 하였는데, 이것을 방해하려는 여진의 습격을 받아 그들에게 포로가 되었으며, 이로써 성을 쌓던 군사들도 흩어져 성을 쌓지 못하였다. 
이자림(李子琳)은 성종(成宗) 때 장원으로 급제했으며, 1014년(현종 5) 김훈·최질의 난 당시 개경의 사저(私邸)에 있으면서 왕의 측근 김맹(金猛)을 통해 무신들을 제거할 것을 왕에게 알렸다. 이에 서경유수판관(西京留守判官)이 되어 이듬해 왕이 서경에서 군신과 함께 향연(饗宴)을 벌일 때 김훈·최질 등 19인을 베고 이들의 발호(跋扈)를 방지하였다. 왕씨(王氏)가 사성(賜姓)되어 왕가도(王可道)로 불리었다. 적극적인 북진파(北進派)의 한 사람으로 딸은 현종의 원질귀비(元質貴妃), 덕종의 경목현비(賢妃)가 있다. 현종(顯宗)의 묘정(廟廷)에 배향(配享)되었다. 
6세손 이공승(李公升)이 고려 인종 때 문과에 급제하여 1175년 중서시랑평장사(中書侍郎平章事)로 치사하였다.
7세손 이춘로(李椿老)는 1203년(신종 6) 참지정사(參知政事)가 되었다. 8세손 이장(李粧)은 대장군, 9세손 이창우(李昌祐)는 판밀직사를 지냈다. 이창우는 두 아들 낭성군(琅城君) 이계감(李季瑊)과 보은백 이계성(李季成)을 두었다.
12세손 이거이(李居易)는 조선 개국 후 판한성부사(判漢城府事), 우정승, 영의정에 올랐다. 왕자의 난 직후에 책봉된 정사공신(定社功臣)에 올랐으며, 또한 태종이 즉위한 직후에는 좌명공신(佐命功臣)에 책봉되었다. 자는 낙천(樂天), 호는 청허자(淸虛子), 시호는 문도(文度)이다. 
이거이의 아들인 이애(李薆, 이저 李佇)는 조선 태조(太祖)의 부마로서 태조 이성계(李成桂)의 장녀 경신공주(慶愼公主)와 혼인하였다. 
이애의 동생인 이백강(李伯剛)도 태종의 장녀 정순공주(貞順公主)와 혼인한 부마로서 대광보국숭록대부(大匡輔國崇祿大夫) 청평부원군(淸平府院君)에 봉해졌다.
15세손 이원첨(李元瞻)은 1418(태종 18)과거 급제 후 좌병조사(左兵曹事)‧집현전교리(集賢殿校理)‧평산부사(平山府使)‧형방승지(刑房承旨) 등을 역임하으며, 1439년(세종 21) 옥류기륜과 사시풍경도 등을 제작하여 위정자(爲政者)들로 하여금 농사 지을 때를 확인할 수 있도록 하였다. 이후 수양대군이 단종의 왕위를 빼앗자 단종에 대한 충절의 뜻을 밝히고 자결하였다.
20세손 이계년(李桂年)은 선조(宣祖) 때 무과에 급제하였다. 남원판관(南原判官)‧도총부도사(都摠府都事) 등을 역임하였으며, 임진왜란이 발생하자 훈련원첨정(訓鍊院僉正)이 되어 의병 200여 명을 규합하였다. 창의사(倡義使) 김천일(金千鎰)을 따라 진주성(晉州城)을 방어하였다. 왜적들에 의해 진주성이 함락되자, 끝까지 항전하다 충의(忠義)를 지키기 위해 남강(南江)에 빠져 순국하였다. 해남(海南)에 위치한 용정사(龍井祠)에 추향되었다.

## 분파
6세손 이공승의 장남인 이춘로(李椿老)의 정숙공파와 차남인 이계장(李桂長)의 평장공파로 나뉜다. 《관북파보(關北派譜)》(丁酉譜)의 서문에 이계장이 관북 지방에 세거하여 관북파가 생겼다고 한다.
정숙공파는 문간공파, 낭성공파 등으로 갈라지고, 10세손 이계성이 보은 이씨(報恩 李氏)로 분관하였다. 10세손 이차감이 개성 이씨(開城 李氏)로 분관하였다.
평장공파는 봉상공파, 통정공파, 참봉공파, 교위공파 등으로 갈라진다.

## 본관
청주(淸州)는 충청북도 중서부에 있는 시이다. 마한의 땅이었다가 백제시대에 상당현(上黨縣)이라고 하였다. 685년(신라 문무왕 5) 서원소경(西原小京)을 두었고, 757년(경덕왕 16) 서원경(西原京)으로 개칭하였다. 940년(고려 태조 23) 청주(淸州)로 지명을 고쳤고 983년(성종 2) 청주목이 된 뒤 995년(성종 14)에는 절도사를 두었다. 1012년(현종 3)에 안무사로 바뀌었다. 1018년에 전국에 8개 목(牧)을 설치함에 따라 다시 청주목이 되고, 양광도(楊廣道)에 소속되었다. 1310년(충선왕 2)에 청주는 주(州)로 강등되었다가 1356년(공민왕 5)에 다시 청주목으로 복구되었다. 《세종실록지리지》에 충청도 청주목의 토성(土姓)으로 한(韓)·이(李)·김(金)·곽(郭)·손(孫)·경(慶)·송(宋)·고(高)·준(俊)·양(楊)·동방(東方)·정(鄭) 12성이 기록되어 있다. 1896년에 충청북도 청주군이 되었고, 1946년에 청주부로 승격하였다가 1949년 청주시로 개칭하였다.

## 과거 급제자
청주 이씨는 조선시대 문과 급제자 10명을 배출하였다.
고려 문과
이계장(李桂長) 이공승(李公升) 이궤(李軌) 이문탁(李文鐸) 이백겸(李伯謙) 이자림(李子琳) 이정(李挺) 이황(李滉)
문과
이각(李瑴) 이영(李渶) 이영발(李英發) 이위(李煒) 이재장(李再章) 이종호(李鍾灝) 이진엽(李震葉) 이태원(李泰元) 이하성(李夏成) 이세화(李世華)
무과
이건인(李建仁) 이귀창(李貴昌) 이기준(李起俊) 이끝난(李唜難) 이남(李男)
이두엽(李斗燁) 이만웅(李萬雄) 이만화(李萬華) 이빈(李濱) 이상일(李尙鎰)
이성남(李成男) 이숙(李淑) 이승원(李承元) 이시욱(李時旭) 이시정(李時貞)
이시창(李時昌) 이애남(李愛男) 이양좌(李良佐) 이억량(李億良) 이언오(李彦五)
이웅민(李雄敏) 이윤방(李允邦) 이장발(李長發) 이장식(李長植) 이재정(李再挺)
이정건(李廷健) 이정세(李廷世) 이종엽(李宗燁) 이직(李直) 이처인(李處仁)
이춘기(李春起) 이춘봉(李春奉) 이태관(李泰觀) 이항엽(李恒燁) 이해운(李海雲)
이행립(李行立) 이효망(李孝望) 이희윤(李希尹) 이희필(李熙苾)
생원시
이간(李衎) 이동승(李東昇) 이명위(李命暐) 이역(李㴒) 이영복(李永福)
이의규(李懿奎) 이인태(李寅台) 이장(李樟) 이정팔(李政八) 이조협(李照恊)
이천표(李天杓) 이필상(李必庠) 이하신(李河信) 이형우(李馨遇) 이효범(李孝範)
진사시
이각(李瑴) 이관해(李觀海) 이급(李伋) 이기언(李基彦) 이려(李膂)
이만화(李萬華) 이문형(李文馨) 이준(李埈) 이진룡(李鎭龍) 이퇴(李䇏)
이한룡(李翰龍) 이현(李俔) 이협(李浹)

## 조선 왕실과의 인척 관계
- 조선 태조의 장녀 경신공주(慶愼公主)의 남편 이애
- 조선 태종의 장녀 정순공주(貞順公主)의 남편 이백강

## 인구
- 1985년 6,973가구, 28,968명
- 2000년 10,951가구, 34,756명
- 2015년 37,377명

## 집성촌
- 충청남도 천안시 동남구 동면 광덕리
- 충청남도 홍성군 장곡면 지정리
- 전라남도 해남군 계곡면 법곡리
- 경상북도 구미시 도개면 가산리
- 경상북도 예천군 감천면 천향리
- 함경남도 북청군 가회면 중리
- 평안북도 박천군 박천읍 송덕동
- 평안북도 구성군 동산면 용풍동
- 평안북도 정주군 고안면 독장동
- 평안남도 중화군 천곡면 덕현리
- 충청북도 보은군 마로면 기대리